# فولفغانغ باهرو
فولفغانغ باهرو (بالألمانية: Wolfgang Bahro)‏ هو فنان ملاهي ‏ وممثل ألماني، ولد في 18 سبتمبر 1960 ببرلين في ألمانيا.

## أعمال

### مسلسلات
- أوقات جيدة، أوقات سيئة

## وصلات خارجية
- فولفغانغ باهرو على موقع IMDb (الإنجليزية)
- فولفغانغ باهرو على موقع ميوزك برينز (الإنجليزية)
- فولفغانغ باهرو على موقع أول موفي (الإنجليزية)
- فولفغانغ باهرو على موقع ديسكوغز (الإنجليزية)
- فولفغانغ باهرو على موقع قاعدة بيانات الفيلم (الإنجليزية)
- فولفغانغ باهرو على موقع كينوبويسك (الروسية)